# Stanley Kubrick
Stanley Kubrick (Manhattan, Nova Iorque, 26 de julho de 1928 — St Albans, Hertfordshire, 7 de março de 1999) foi um cineasta, roteirista, produtor e fotógrafo estadunidense. Frequentemente apontado como um dos cineastas mais influentes do cinema, seus filmes, que são principalmente adaptações de romances ou contos, cobrem uma ampla variedade de gêneros e são conhecidos por seu realismo, humor sombrio, cinematografia única, extensos cenários e uso evocativo da música.
Kubrick foi criado no Bronx, Nova Iorque, e frequentou a William Howard Taft High School de 1941 a 1945. Ele recebia notas medianas na escola, mas demonstrava um grande interesse em literatura, fotografia e cinema desde tenra idade e aprendeu por si próprio todos os aspectos de produção e direção de longas depois de terminar o colegial. Depois de trabalhar como fotógrafo da revista Look no final da década de 1940 e no início da de 1950, começou a fazer curtas-metragens com um orçamento apertado e fez seu primeiro grande filme de Hollywood, The Killing, para a United Artists em 1956. Isso foi seguido por duas colaborações com Kirk Douglas: o filme de guerra Paths of Glory (1957) e o épico histórico Spartacus (1960).
Diferenças criativas decorrentes de seu trabalho com Douglas e os estúdios de cinema, uma aversão à indústria de Hollywood e uma crescente preocupação com o crime nos Estados Unidos levaram Kubrick a se mudar para o Reino Unido em 1961, onde passou a maior parte do resto de sua vida e carreira. Sua casa em Childwickbury Manor, em Hertfordshire, que ele compartilhou com sua esposa Christiane, tornou-se seu local de trabalho, onde escrevia, pesquisava, editava e gerenciava os detalhes da produção. Isso lhe permitiu ter controle artístico quase completo sobre seus filmes, mas com a rara vantagem de ter apoio financeiro dos principais estúdios de Hollywood. Suas primeiras produções britânicas foram dois filmes com Peter Sellers: Lolita (1962), uma adaptação do romance de Vladimir Nabokov, e a comédia negra sobre a Guerra Fria Dr. Strangelove, de 1964.
Perfeccionista exigente, Kubrick assumiu o controle sobre a maioria dos aspectos do processo de filmagem, desde a direção e a redação até a edição, e teve o cuidado de pesquisar seus filmes e encenar cenas, trabalhando em estreita coordenação com seus atores e outros colaboradores. Ele costumava pedir várias dezenas de retomadas da mesma cena em um filme, o que resultava em muitos conflitos com seus elencos. Apesar da notoriedade resultante entre os atores, muitos dos filmes de Kubrick abriram novos caminhos na cinematografia. O realismo científico e os efeitos especiais inovadores de 2001: A Space Odyssey (1968) não tiveram precedentes na história do cinema e o filme lhe rendeu seu único Óscar pessoal, por Melhores Efeitos Visuais. Steven Spielberg se referiu ao filme como o "big bang" de sua geração e é considerado um dos melhores filmes já feitos. Apesar de muitos dos filmes de Kubrick serem controversos e receberem inicialmente críticas mistas após o lançamento — particularmente A Clockwork Orange (1971), que foi retirado de circulação no Reino Unido após um frenesi da mídia de massa — a maioria deles foi indicada ao Óscar, Globo de Ouro ou Prêmio BAFTA, e passou por reavaliações críticas. Para o filme de período do século XVIII, Barry Lyndon (1975), obteve lentes desenvolvidas pela Zeiss para a NASA para filmar cenas sob a luz natural das velas. Com The Shining (1980), ele se tornou um dos primeiros diretores a usar um Steadicam para filmagens de rastreamentos estabilizados e fluidos, uma tecnologia vital para sua produção sobre a Guerra do Vietnã, Full Metal Jacket, de 1987. Seu último filme, Eyes Wide Shut, foi concluído pouco antes de sua morte em 1999, aos 70 anos.

## Primeiros anos

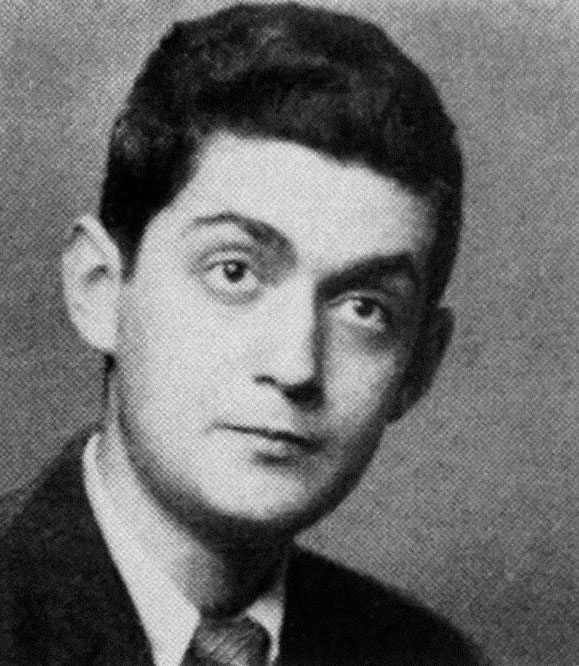
Retrato do último ano do ensino médio de Kubrick, 16 anos, c. 1944–1945

Kubrick nasceu em 26 de julho de 1928, no Lying-In Hospital em Manhattan, Nova Iorque, em uma família judia. Foi o primeiro dos dois filhos de Jacob Leonard Kubrick, conhecido como Jack ou Jacques, e sua esposa Sadie Gertrude Kubrick, ou Gert. Sua irmã Barbara Mary Kubrick nasceu em maio de 1934. Jack Kubrick, cujos pais e avós paternos eram de origem judaico polonesa e judaico romena, era médico homeopata, graduado pela New York Homeopathic Medical College em 1927, mesmo ano em que se casou com a mãe de Kubrick, filha de imigrantes austríacos judeus. Seu bisavô Hersh Kubrick chegou a Ilha Ellis de navio de Liverpool em 27 de dezembro de 1899, aos 47 anos, deixando para trás a esposa e dois filhos adultos, um dos quais seria o avô de Stanley, Elias, para começar uma nova vida com uma mulher mais jovem. Elias Kubrick os acompanhou em 1902. Quando Stanley nasceu, os Kubricks moravam no Bronx. Seus pais se casaram em uma cerimônia judaica, mas ele não teve uma educação religiosa e mais tarde professou uma visão ateísta do universo. Seu pai era médico e, pelos padrões do West Bronx, a família era bastante rica.
Logo após o nascimento de sua irmã, Kubrick começou a estudar na Escola Pública 3 no Bronx e mudou-se para a Escola Pública 90 em junho de 1938. Descobriu-se que seu quociente de inteligência estava acima da média, mas sua frequência era ruim. Desde muito jovem demonstrou interesse pela literatura e começou a ler os mitos gregos e romanos e as fábulas dos irmãos Grimm, que "incutiram nele uma afinidade vitalícia com a Europa". Ele passava a maior parte dos sábados durante o verão assistindo ao New York Yankees e mais tarde fotografou dois meninos assistindo ao jogo num trabalho para a revista Look para imitar sua própria emoção de infância com o beisebol. Quando tinha 12 anos, seu pai Jack lhe ensinou xadrez. O jogo permaneceu um interesse permanente, aparecendo em muitos de seus filmes. Kubrick, que mais tarde se tornou membro da Federação de Xadrez dos Estados Unidos, explicou que o jogo o ajudou a desenvolver "paciência e disciplina" na tomada de decisões. Quando tinha 13 anos, seu pai lhe comprou uma câmera Graflex, despertando o fascínio pela fotografia. Ele fez amizade com um vizinho, Marvin Traub, que compartilhava essa paixão. Traub tinha sua própria sala escura, onde ele e o jovem Kubrick passavam muitas horas examinando fotografias e observando os produtos químicos "criarem imagens magicamente em papel fotográfico". Os dois se entregaram a inúmeros projetos fotográficos para os quais percorriam as ruas em busca de assuntos interessantes para capturar e passavam um tempo nos cinemas locais estudando filmes. O fotógrafo freelance Weegee (Arthur Fellig) teve uma influência considerável no desenvolvimento de Kubrick como fotógrafo; posteriormente, contratou Fellig como fotógrafo especial para Dr. Strangelove (1964). Quando adolescente, também se interessou por jazz e brevemente tentou uma carreira como baterista.
Kubrick estudou na William Howard Taft High School de 1941 a 1945. Embora tenha ingressado no clube de fotografia da escola, que lhe permitia fotografar os eventos da revista, era um aluno medíocre, com nota média de 67/D+. Introvertido e tímido, tinha um baixo histórico de frequência e frequentemente faltava à escola para assistir exibições duplas de filmes. Formou-se em 1945, mas suas notas baixas, combinadas com a demanda dos soldados que voltaram da Segunda Guerra Mundial por admissão na faculdade, eliminaram qualquer esperança de educação superior. Posteriormente, Kubrick falou com desdém de sua educação e da educação americana como um todo, afirmando que as escolas eram ineficazes em estimular o pensamento crítico e o interesse dos alunos. Seu pai ficou desapontado com o fracasso do filho em alcançar a excelência na escola da qual ele sabia que Stanley era totalmente capaz. Jack também incentivou Stanley a ler na biblioteca da família em casa, enquanto permitia que adotasse a fotografia como um hobby sério.

## Fotógrafo

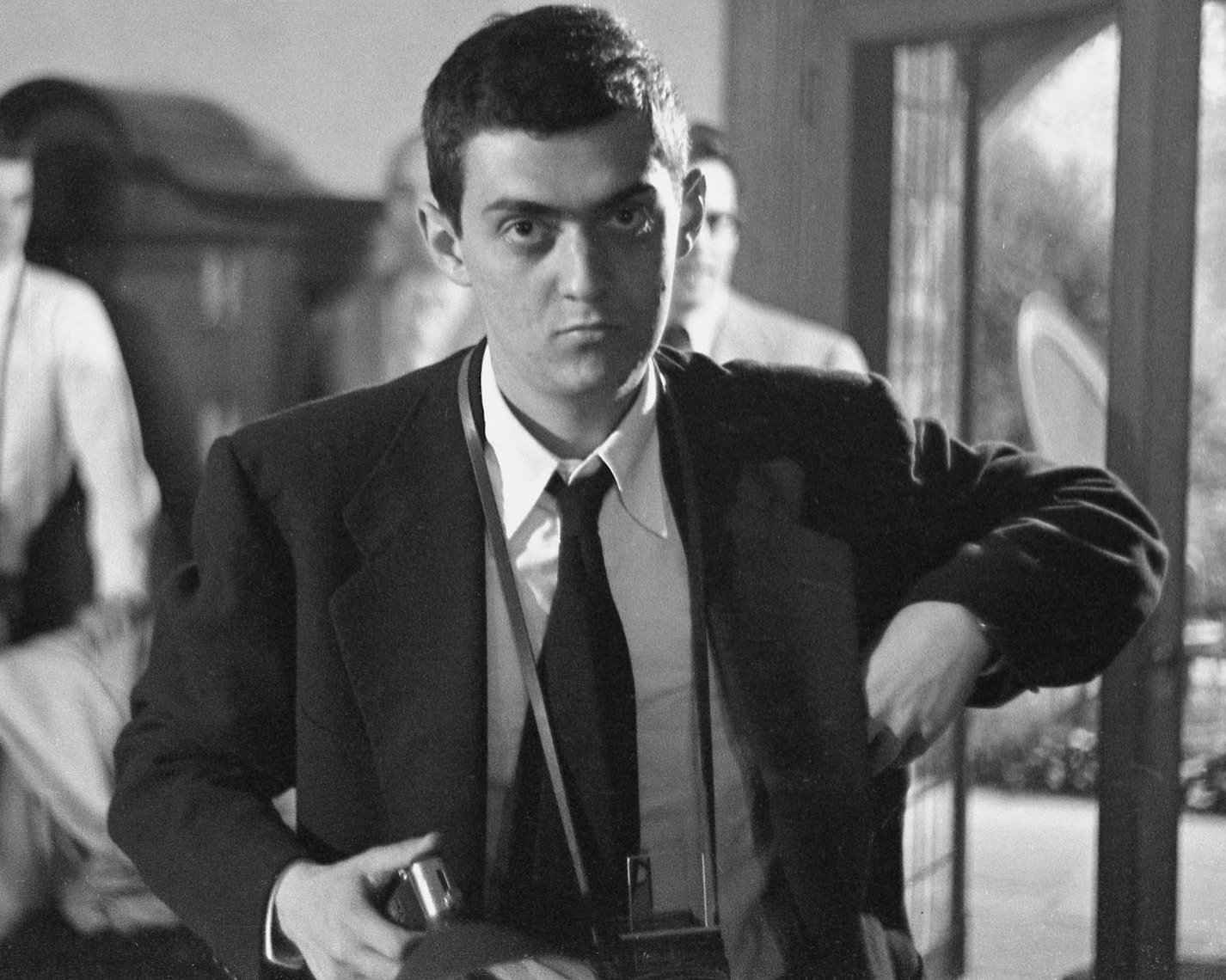
Retrato de Kubrick com uma câmera no Sadler's Wells Theatre em Londres, 1949, enquanto fotógrafo da Look

Enquanto cursava o ensino médio, Kubrick foi escolhido como fotógrafo oficial da escola. Em meados da década de 1940, como não conseguiu ser admitido nas aulas diurnas nas faculdades, frequentou brevemente as aulas noturnas no City College de Nova Iorque. Eventualmente, vendeu uma série de fotografias para a revista Look, impressa em 26 de junho de 1945. O fotógrafo complementava sua renda jogando xadrez "por moedas" no Washington Square Park e em vários clubes de xadrez de Manhattan.
Em 1946, tornou-se aprendiz de fotógrafo da Look e, mais tarde, fotógrafo da equipe em tempo integral. G. Warren Schloat, Jr., outro fotógrafo novo da revista na época, lembrou que achava que faltava a ele personalidade para se tornar um diretor em Hollywood, comentando: "Stanley era um sujeito quieto. Ele não falava muito. Ele era magro, magro e meio pobre — como todos nós éramos". Kubrick rapidamente se tornou conhecido por contar histórias em fotografias. A primeira, publicada em 16 de abril de 1946, intitulava-se "Um conto de uma sacada de cinema" e encenava uma briga entre um homem e uma mulher, durante a qual o homem leva um tapa na cara, pego genuinamente de surpresa. Em outra atribuição, foram tiradas 18 fotos de várias pessoas esperando em um consultório odontológico. Foi dito retrospectivamente que este projeto demonstrou um interesse inicial de Kubrick em capturar indivíduos e seus sentimentos em ambientes mundanos. Em 1948, foi enviado a Portugal para documentar um relato de viagem e cobriu o Ringling Bros. e Barnum & Bailey Circus em Sarasota, Flórida.

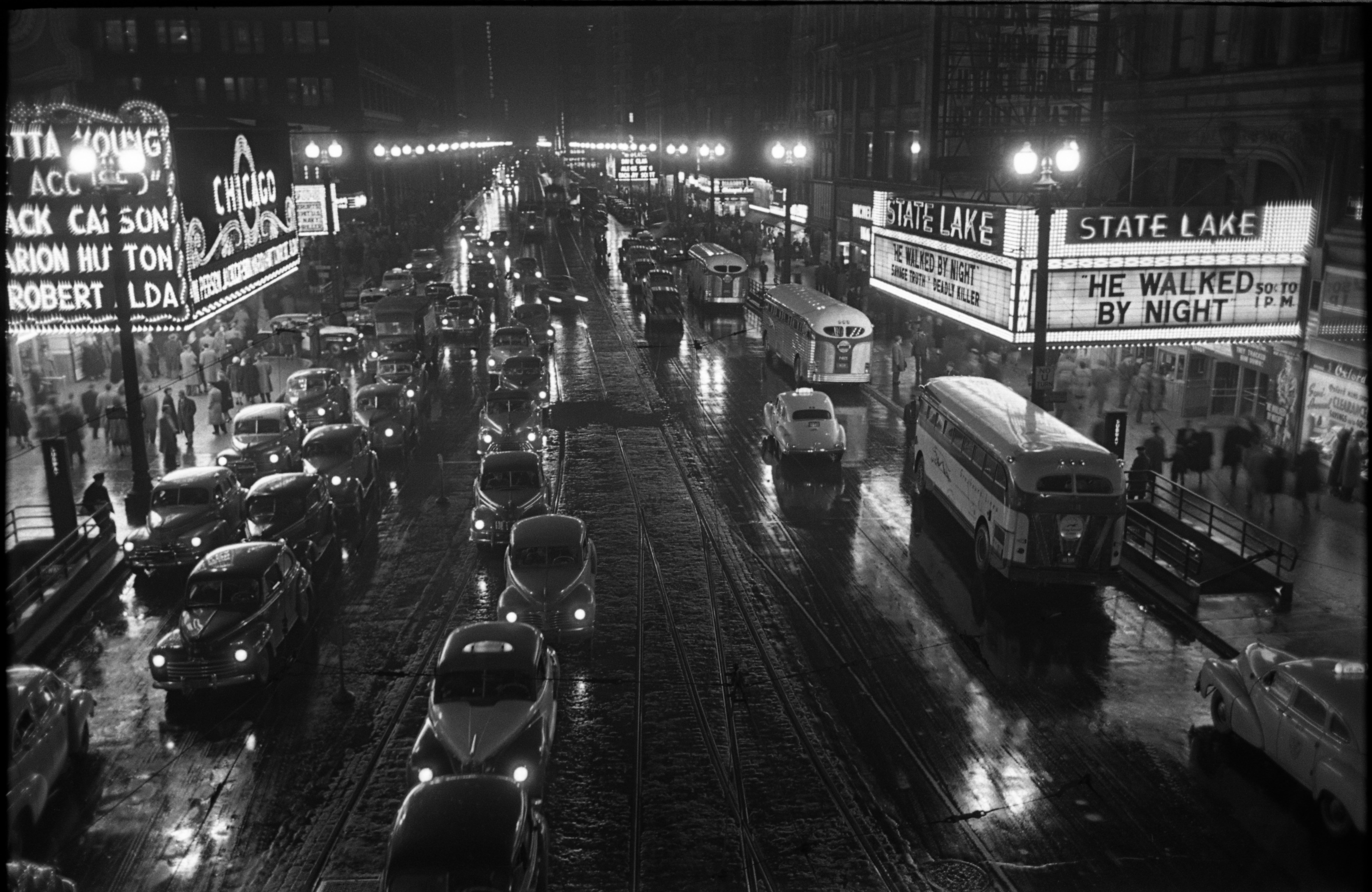
Foto de uma paisagem urbana de Chicago tirada para a Look, 1949

Entusiasta do boxe, Kubrick eventualmente começou a fotografar lutas do esporte para a revista. Sua primeira, "Prizefighter", foi publicada em 18 de janeiro de 1949 e capturou uma luta de boxe e os eventos que levaram a ela, apresentando Walter Cartier. Em 2 de abril de 1949, publicou na Look o ensaio fotográfico "Chicago-City of Extremes", o qual mostrou desde cedo seu talento para criar uma atmosfera com imagens. No ano seguinte, em julho de 1950, a revista publicou seu ensaio fotográfico "Working Debutante — Betsy von Furstenberg", que trazia ao fundo um retrato de Angel F. de Soto por Pablo Picasso. Kubrick também foi designado para fotografar vários músicos de jazz, de Frank Sinatra e Erroll Garner a George Lewis, Eddie Condon, Phil Napoleon, Papa Celestin, Alphonse Picou, Muggsy Spanier, Sharkey Bonano e outros.
Casou-se com Toba Metz, sua namorada do colégio, em 28 de maio de 1948. Eles moravam juntos em um pequeno apartamento na 36 West 16th Street, na Sexta Avenida, ao norte de Greenwich Village. Durante esse tempo, começou a frequentar exibições de filmes no Museu de Arte Moderna e nos cinemas de Nova Iorque. Ele se inspirou na filmagem complexa e fluida do diretor Max Ophüls, cujos filmes influenciaram seu estilo visual, e do diretor Elia Kazan, a quem descreveu como o "melhor diretor" da América na época, com sua habilidade de "fazer milagres" com seus atores. Amigos começaram a notar que Kubrick havia ficado obcecado com a arte de fazer filmes — um amigo, David Vaughan, observou que ele examinava o filme no cinema quando ficava mudo e voltava a ler seu jornal quando as pessoas começavam a falar. Passou muitas horas lendo livros sobre teoria do cinema e escrevendo notas. Foi particularmente inspirado por Serguei Eisenstein e Arthur Rothstein, o diretor técnico fotográfico da Look.

## Carreira no cinema

### Curtas-metragens (1951–1953)
Kubrick compartilhou o amor pelo cinema com seu amigo de escola Alexander Singer, que depois de se formar no colégio tinha a intenção de dirigir uma versão cinematográfica da Ilíada de Homero. Por meio de Singer, que trabalhava nos escritórios da produtora de cinejornais The March of Time, Kubrick soube que poderia custar US$ 40 mil para fazer um curta-metragem adequado, dinheiro que não podia pagar. Tinha US$ 1 500 em economias e produziu alguns documentários curtos alimentados pelo incentivo do amigo. Ele começou a aprender tudo o que podia sobre cinema por conta própria, ligando para fornecedores de filmes, laboratórios e locadoras de equipamentos.
Decidiu fazer um documentário curta metragem sobre o boxeador Walter Cartier, a quem havia fotografado e escrito para a revista Look um ano antes. Alugou uma câmera e produziu um documentário em preto e branco de 16 minutos, Day of the Fight. Kubrick conseguiu o dinheiro de forma independente para financiá-lo. Pensou em pedir a Montgomery Clift para narrá-lo, a quem conheceu durante uma sessão fotográfica da revista, mas decidiu pelo locutor veterano da CBS, Douglas Edwards. De acordo com Paul Duncan, o projeto foi "notavelmente feito para um primeiro filme" e usou um tiro de rastreamento reverso para filmar uma cena em que Cartier e seu irmão caminham em direção à câmera, um dispositivo que mais tarde se tornou um dos movimentos de câmera característicos do cineasta. Vincent Cartier, irmão e empresário de Walter, refletiu mais tarde sobre suas observações de Kubrick durante as filmagens. Ele disse que "Stanley era uma pessoa do tipo muito estóico, impassível, mas imaginativo, com pensamentos fortes e imaginativos. Ele impunha respeito de uma forma quieta e tímida. O que quer que ele quisesse, você cumpria, ele apenas te cativava. Qualquer um que trabalhou com Stanley fez exatamente o que Stanley queria." Depois que uma trilha sonora foi acrescentada por Gerald Fried, um amigo de Singer, Kubrick gastou US$ 3 900 para fazê-la e a vendeu para a RKO-Pathé por US$ 4 mil, o que foi o máximo que a empresa já pagou por um curta na época. Descreveu seu primeiro esforço no cinema como valioso, pois acreditava ter sido forçado a fazer a maior parte do trabalho, e posteriormente declarou que "a melhor educação sobre filmes é fazer um".
Inspirado por esse sucesso inicial, Kubrick largou o emprego na Look e visitou cineastas profissionais de Nova Iorque, fazendo muitas perguntas detalhadas sobre os aspectos técnicos da produção cinematográfica. Ele afirmou que nesse período recebeu confiança para se tornar cineasta pela quantidade de filmes ruins que viu, comentando: "Não sei nada de cinema, mas sei que posso fazer um filme melhor do que isso". Ele começou a fazer Flying Padre (1951), filme que documenta o reverendo Fred Stadtmueller, que viaja cerca de 6 400 quilômetros para visitar suas 11 igrejas. O filme originalmente se chamaria "Sky Pilot", um trocadilho com a gíria para padre. Durante o filme, o padre realiza um funeral, confronta um menino que intimida uma menina e faz um voo de emergência para ajudar uma mãe doente e um bebê a entrar em uma ambulância. Várias das vistas do avião em Flying Padre são posteriormente repetidas em 2001: A Space Odyssey (1968) com a filmagem da espaçonave, e uma série de close-ups nos rostos das pessoas presentes no funeral foram provavelmente inspiradas pelo Bronenosets Potyomkin (1925) e Ivan Grozniy (1944/1958) de Serguei Eisenstein.
Flying Padre foi seguido por The Seafarers (1953), seu primeiro filme colorido, que foi rodado para o Sindicato Internacional dos Marinheiros (SIM) em junho de 1953. Ele retratava a logística de um sindicato e se concentrava mais nas comodidades da navegação marítima do que no ato. Para a cena do refeitório, o diretor escolheu uma técnica de travelling para retratar a vida da comunidade de marinheiros; esse tipo de filmagem posteriormente se tornaria uma de suas técnicas assinatura. Uma sequência de Paul Hall, secretário-tesoureiro do SIM para o Atlântico e Golfo do Méxco, falando aos membros do sindicato ecoa cenas de Stachka (1925) e Oktyabr (1928) de Eisenstein. Day of the Fight, Flying Padre e The Seafarers constituem os únicos documentários sobreviventes de Kubrick; alguns historiadores acreditam que ele fez outros.

### Primeiros trabalhos (1953–1955)
Depois de arrecadar US$ 1 mil exibindo seus curtas-metragens para amigos e familiares, Kubrick encontrou financiamento para começar a fazer seu primeiro longa-metragem. Originalmente intitulado The Trap, Fear and Desire (1953) foi escrito por seu amigo Howard Sackler. Martin Perveler, o tio do cineasta, dono de uma farmácia em Los Angeles, investiu mais US$ 9 mil com a condição de ser creditado como produtor executivo do filme. Kubrick reuniu vários atores e uma pequena equipe totalizando 14 pessoas (cinco atores, cinco tripulantes e quatro outros para ajudar no transporte do equipamento) e voou para as montanhas de San Gabriel, na Califórnia, para uma filmagem de cinco semanas e baixo orçamento. Mais tarde renomeado como The Shape of Fear antes de finalmente ser chamado de Fear and Desire, é uma alegoria fictícia sobre uma equipe de soldados que sobrevive a um acidente de avião e é pega atrás das linhas inimigas em uma guerra. No decorrer do filme, um dos soldados se apaixona por uma garota atraente na floresta e a amarra a uma árvore. Essa cena se destaca pelos closes do rosto da atriz. Kubrick pretendia que Fear and Desire fosse um filme mudo para garantir baixos custos de produção; os sons, efeitos e música adicionados elevaram os custos de produção para cerca de US$ 53 mil, excedendo o orçamento. Ele foi socorrido pelo produtor Richard de Rochemont com a condição de ajudá-lo na produção de uma série de televisão em cinco partes sobre Abraham Lincoln em locações em Hodgenville, Kentucky.
Fear and Desire foi um fracasso comercial, mas recebeu várias críticas positivas após o lançamento. Críticos como o do The New York Times acreditavam que o profissionalismo de Kubrick como fotógrafo transparecia na foto e que ele "artisticamente capturou vislumbres das atitudes grotescas da morte, o lupinismo dos homens famintos, bem como de sua bestialidade, e em uma cena, o efeito devastador da luxúria sobre um soldado lamentavelmente juvenil e a garota imobilizada que ele está guardando". O estudioso da Universidade Columbia, Mark Van Doren, ficou muito impressionado com as cenas com a garota amarrada à árvore, comentando que continuaria como uma sequência "bela, assustadora e estranha" que ilustrava o imenso talento do diretor e garantia seu sucesso futuro. O próprio Kubrick mais tarde expressou constrangimento com Fear and Desire e tentou ao longo dos anos manter as cópias do filme fora de circulação. Durante a produção do filme, quase matou seu elenco com gases venenosos por engano.
Após Fear and Desire, Kubrick começou a trabalhar em ideias para um novo filme de boxe. Devido ao fracasso comercial de seu primeiro longa, evitou pedir novos investimentos, mas iniciou um roteiro de suspense policial com Howard O. Sackler. Originalmente sob o título Kiss Me, Kill Me, e depois The Nymph and the Maniac, Killer's Kiss (1955) é um film noir de 67 minutos sobre o envolvimento de um jovem boxeador peso-pesado com uma mulher que está sendo abusada por seu chefe criminoso. Assim como o trabalho anterior, foi financiado de forma privada pela família e amigos do cineasta, com cerca de US$ 40 mil doados pelo farmacêutico Morris Bousse, do Bronx. Kubrick começou a filmar na Times Square e explorou frequentemente durante o processo de gravação, experimentando a cinematografia e considerando o uso de ângulos e imagens não convencionais. Inicialmente optou por gravar o som no local, mas encontrou dificuldades com as sombras dos microfones, restringindo o movimento da câmera. Sua decisão de abandonar o som em favor das imagens custou caro; depois de 12 a 14 semanas filmando, gastou cerca de sete meses e US$ 35 mil trabalhando no som. O Blackmail (1929) de Alfred Hitchcock influenciou diretamente o filme com o quadro rindo de um personagem, e Martin Scorsese, por sua vez, citou os ângulos de filmagem inovadores e as tomadas atmosféricas de Kubrick em Killer's Kiss como uma influência em Raging Bull (1980). A atriz Irene Kane, estrela da produção, observou: "Stanley é um personagem fascinante. Ele acha que os filmes deveriam se mover, com um mínimo de diálogo, e ele é totalmente a favor do sexo e do sadismo". A produção teve sucesso comercial limitado e ganhou muito pouco dinheiro em comparação com seu orçamento de produção de US$ 75 mil. Os críticos elogiaram o trabalho de câmera do filme, mas sua atuação e história são geralmente consideradas medíocres.

### Sucesso em Hollywood e além (1955–1962)
Enquanto jogava xadrez no Washington Square, Kubrick conheceu o produtor James B. Harris, que o considerava "a pessoa mais inteligente e criativa com quem já tive contato". Os dois formaram a Harris-Kubrick Pictures Corporation em 1955. Harris comprou os direitos do romance Clean Break de Lionel White por US$ 10 mil e Kubrick escreveu o roteiro, mas por sugestão do cineasta, eles contrataram o romancista de filme policial Jim Thompson para escrever um roteiro sobre um assalto meticulosamente planejado a uma pista de corrida que deu errado. O longa se tornou The Killing e foi estrelado por Sterling Hayden, que impressionou o diretor com sua atuação em The Asphalt Jungle.
Kubrick e Harris se mudaram para Los Angeles e assinaram com a Jaffe Agency para filmar o projeto, que se tornou o primeiro longa-metragem do cineasta rodado com elenco e equipe profissionais. O Sindicato de Hollywood declarou que Kubrick não teria permissão para ser ao mesmo tempo cineasta e diretor de fotografia, resultando na contratação do veterano Lucien Ballard para a fotografia. Kubrick concordou em abrir mão de seus honorários pela produção, que foi filmada em 24 dias com um orçamento de US$ 330 mil. Ele entrou em confronto com Ballard durante as filmagens e, em uma ocasião, ameaçou demiti-lo após uma disputa de câmera, apesar de ter apenas 27 anos e ser 20 mais novo do que o diretor de fotografia. Hayden lembrou que Kubrick era "frio e desapegado. Muito mecânico, sempre confiante. Trabalhei com poucos diretores tão bons".

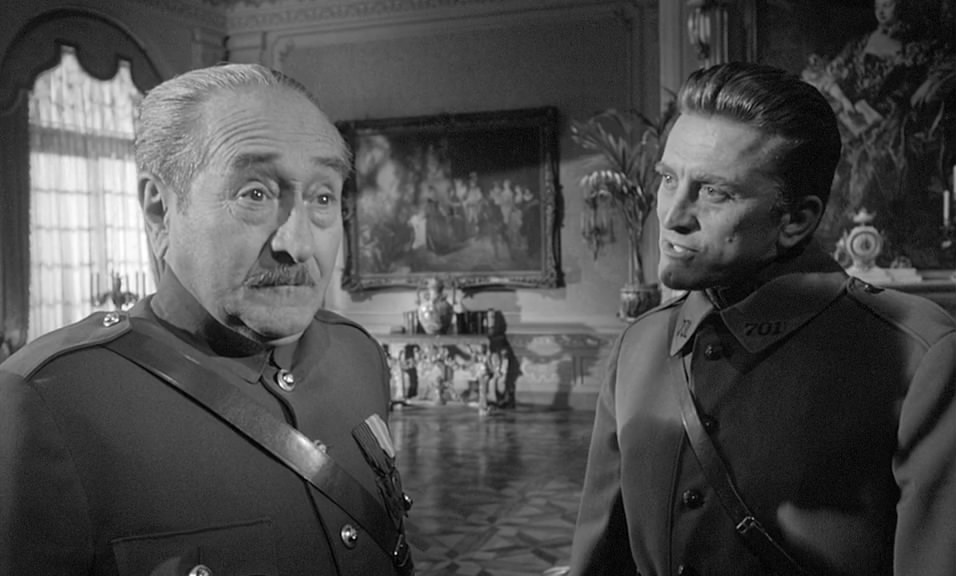
Adolphe Menjou (esquerda) e Kirk Douglas (direita) em Paths of Glory (1957)

The Killing não conseguiu a garantia de um lançamento apropriado nos Estados Unidos; o filme rendeu pouco e só foi divulgado no último minuto, como segundo longa do faroeste Bandido! (1956). Vários críticos contemporâneos elogiaram o trabalho, com um crítico da Time comparando seu trabalho de câmera ao de Orson Welles. Hoje, os críticos em geral consideram The Killing um dos melhores filmes do início da carreira do diretor; sua narrativa não linear e execução clínica também tiveram grande influência em diretores de cinema criminal posteriores, incluindo Quentin Tarantino. Dore Schary, da Metro-Goldwyn-Mayer (MGM), também ficou muito impressionado e ofereceu a Kubrick e Harris US$75 mil para escrever, dirigir e produzir um longa, que acabou se tornando Paths of Glory (1957).
Ambientado durante a Primeira Guerra Mundial, Paths of Glory é baseado no romance antiguerra de mesmo nome de Humphrey Cobb, de 1935. Schary estava familiarizado com a obra, mas afirmou que a MGM não financiaria outro filme de guerra, dado o seu apoio ao longa The Red Badge of Courage. Depois que Schary foi demitido pela MGM em uma grande mudança, Kubrick e Harris conseguiram interessar Kirk Douglas no papel do Coronel Dax. Douglas, por sua vez, assinou com a Harris-Kubrick Pictures um acordo de coprodução de três filmes com sua produtora de filmes, Bryna Productions, que garantiu um acordo de financiamento e distribuição para Paths of Glory e dois filmes subsequentes com a United Artists. O longa, rodado em Munique, em março de 1957, acompanha uma unidade do exército francês ordenada para uma missão impossível e segue com um julgamento de guerra de três soldados, escolhidos arbitrariamente, por má conduta. Dax é designado para defender os homens na Corte Marcial. Para a cena de batalha, Kubrick alinhou meticulosamente seis câmeras, uma após a outra, nos limites do campo aberto, com cada câmera capturando um campo específico e numerado, e deu a cada uma das centenas de figurantes um número para a zona em que morreriam. Ele operou uma câmera Arriflex para a batalha, dando um zoom em Douglas. Paths of Glory tornou-se o primeiro sucesso comercial significativo de Kubrick e o estabeleceu como um jovem cineasta promissor. Os críticos elogiaram as cenas de combate nada sentimentais, simples e naturais e a cinematografia crua em preto e branco. Apesar dos elogios, a data de lançamento no Natal foi criticada e o assunto gerou polêmica na Europa. O filme foi proibido na França até 1974 por sua representação "desfavorável" dos militares franceses, e foi censurado pelo Exército Suíço até 1970.
Em outubro de 1957, depois que Paths of Glory teve sua estreia mundial na Alemanha, a Bryna Productions optou pela autobiografia de Herbert Emerson Wilson, um ministro da igreja canadense que se tornou mestre arrombador de cofres, I Stole $16,000,000, especialmente para Stanley Kubrick e James B. Harris. O filme seria o segundo no acordo de coprodução entre a Bryna Productions e a Harris-Kubrick Pictures, que o cineasta escreveria e dirigiria, Harris coproduziria e Douglas coproduziria e estrelaria. No mês seguinte, Gavin Lambert foi contratado como editor de história do material-fonte e, com Kubrick, terminou um roteiro intitulado God Fearing Man, mas o longa nunca foi filmado.
Marlon Brando contatou Kubrick, pedindo-lhe para dirigir uma adaptação cinematográfica do romance de faroeste The Authentic Death of Hendry Jones, de Charles Neider, apresentando Pat Garrett e Billy the Kid. Brando ficou impressionado, dizendo: "Stanley é extraordinariamente perspicaz e delicadamente sintonizado com as pessoas. Ele tem um intelecto hábil e é um pensador criativo — não um repetidor, não um coletor de fatos. Ele digere o que aprende e traz para um novo projeto um ponto de vista original e uma paixão reservada". Os dois trabalharam em um roteiro durante seis meses, iniciado por um então desconhecido Sam Peckinpah. Muitas disputas surgiram em torno do projeto e, no final, o diretor se distanciou do que se tornaria One-Eyed Jacks (1961).

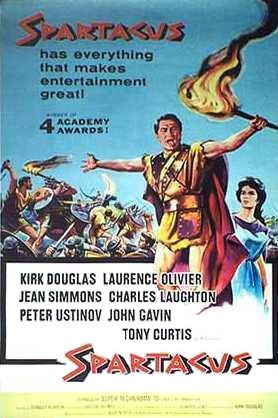
Cartaz de Spartacus (1960)

Em fevereiro de 1959, Kubrick recebeu um telefonema de Kirk Douglas pedindo-lhe para dirigir Spartacus (1960), baseado no histórico Espártaco e na Terceira Guerra Servil. Douglas adquiriu os direitos do romance de Howard Fast e o argumento começou a ser escrito por Dalton Trumbo, um roteirista da Lista Negra de Hollywood. O longa foi produzido por Douglas, que também estrelou como o personagem-título, e escalou Laurence Olivier como seu inimigo, o general e político romano Marco Licínio Crasso. Douglas contratou Kubrick por uma taxa de US$ 150 mil para assumir a direção logo depois de demitir o diretor Anthony Mann. Aos 31 anos ele já havia dirigido quatro longas-metragens e este se tornou de longe o seu maior, com um elenco de mais de 10 mil pessoas e um orçamento de US$6 milhões. Na época, este foi o filme mais caro já feito na América, e Kubrick se tornou o diretor mais jovem da história de Hollywood a fazer um épico. Foi a primeira vez que ele filmou usando o processo Super Technirama horizontal anamórfico de 35 mm para obter definição ultra-alta, o que lhe permitiu capturar grandes cenas panorâmicas, incluindo uma com 8 mil soldados treinados da Espanha representando o exército romano.
Disputas começaram durante as filmagens de Spartacus. Kubrick reclamou de não ter total controle criativo sobre os aspectos artísticos, insistindo em improvisar extensivamente durante a produção. Ele e Douglas também discordaram sobre o roteiro, com Kubrick irritando o produtor e estrela do filme ao cortar todas as falas, exceto duas, nos primeiros 30 minutos. Apesar dos problemas nos cenários, Spartacus arrecadou US$ 14,6 milhões de bilheteria em sua primeira exibição. O filme o estabeleceu como um grande diretor, recebendo seis indicações ao Oscar e ganhando quatro; em última análise, convenceu-o de que, se pudesse tirar tanto proveito de uma produção tão problemática, ele poderia conseguir qualquer coisa. Spartacus também marcou o fim da relação de trabalho entre o cineasta e Kirk Douglas.

### Colaborações com Peter Sellers (1962–1964)
Kubrick e Harris decidiram filmar o próximo filme, Lolita (1962), na Inglaterra, devido às cláusulas colocadas no contrato pelos produtores da Warner Bros. que lhes davam controle total sobre o filme, e o fato de que o plano Eady permitia que os produtores amortizassem os custos se 80% da equipe fosse britânica. Em vez disso, eles assinaram um acordo de US$ 1 milhão com a Associated Artists Productions de Eliot Hyman, e uma cláusula que lhes dava a liberdade artística que desejavam. Lolita, a primeira tentativa do diretor de uma comédia negra, foi uma adaptação do romance de mesmo nome de Vladimir Nabokov, a história de um professor universitário de meia-idade que se apaixona por uma garota de 12 anos. Estilisticamente, Lolita, estrelado por Peter Sellers, James Mason, Shelley Winters e Sue Lyon, foi um projeto de transição para Kubrick, "marcando a virada do cinema naturalista ... para o surrealismo dos filmes posteriores", de acordo com o crítico de cinema Gene Youngblood. Kubrick ficou impressionado com a versatilidade do ator Peter Sellers e lhe deu uma de suas primeiras oportunidades de improvisar descontroladamente durante as filmagens, enquanto o filmava com três câmeras.
O longa foi filmado durante 88 dias, entre outubro de 1960 e março de 1961, com um orçamento de US$ 2 milhões do Elstree Studios. O diretor frequentemente entrava em conflito com Shelley Winters, a quem achava "muito difícil" e exigente, e quase a demitiu em determinado momento. Por causa de sua história provocativa, Lolita foi seu primeiro filme a gerar controvérsia; por fim, ele foi forçado a obedecer aos censores e remover grande parte do erotismo na relação entre o Humbert de Mason e a Lolita de Lyon, um elemento evidente no romance de Nabokov. O filme não foi um grande sucesso comercial ou de crítica, arrecadando US$ 3,7 milhões nas bilheterias em sua estreia. Desde então, o filme foi aclamado pela crítica.
Seu próximo projeto foi Dr. Strangelove or: How I Learned to Stop Worrying and Love the Bomb, outra comédia de humor negro satírica. O cineasta ficou preocupado com a questão da guerra nuclear enquanto a Guerra Fria se desenrolava na década de 1950, e até considerou se mudar para a Austrália porque temia que a cidade de Nova Iorque pudesse ser um alvo provável para os russos. Estudou mais de 40 livros de investigação militar e política sobre o assunto e finalmente chegou à conclusão de que "ninguém realmente sabia de nada e que toda a situação era absurda".
Depois de comprar os direitos do romance Red Alert, passou a colaborar com o autor Peter George na escrita do roteiro. Ele foi escrito originalmente como um suspense político dramático, mas Kubrick decidiu que um "tratamento sério" do assunto não seria crível e pensou que alguns de seus pontos mais importantes seriam motivo para comédia. O produtor e amigo de longa data James B. Harris achava que o filme deveria ser sério, e os dois se separaram amigavelmente por causa desse desentendimento; Harris passou a produzir e dirigir o suspense dramático sobre a Guerra Fria The Bedford Incident. Kubrick e o autor Peter George então retrabalharam o roteiro como uma sátira (provisoriamente intitulada "The Delicate Balance of Terror") na qual o enredo de Red Alert era situado como um filme dentro de um filme feito por uma inteligência alienígena, mas essa ideia também foi abandonada, e o diretor decidiu fazer o longa como "uma comédia negra ultrajante".

### Cinema inovador (1965–1971)
Cinco anos de produção foram necessários para o desenvolvimento de 2001: A Space Odyssey (br: 2001: Uma Odisseia no Espaço), de 1968, para muitos a melhor ficção científica já filmada. Foi escrito ao mesmo tempo em que o livro homônimo de Arthur C. Clarke estava em produção. Clarke, inclusive, deu assistência na criação do roteiro. 2001 teve uma recepção fria da crítica, mas obteve sucesso junto ao público. Até hoje, possui em sua força maior as músicas de Richard Strauss, Also sprach Zarathustra e Johann Strauss II, Danúbio Azul. Os efeitos especiais, inovadores para a época, garantiram ao filme um Oscar da categoria.
Novamente indicado a melhor diretor, Kubrick vê o seu prêmio escapar. Logo após, chateado com o cancelamento do longa sobre Napoleão Bonaparte, ele segue para mais uma adaptação. Dessa vez o livro é A Clockwork Orange (Laranja Mecânica), de 1962, de Anthony Burgess, focado na violência humana e, principalmente, na da juventude. Causou grande polêmica na época de seu lançamento e foi acusado de incitar a barbárie. Na história, quatro jovens de classe trabalhadora passam as noites cometendo as maiores atrocidades: brigar, roubar, estuprar… são apenas algumas delas. A vida de um deles, Alex, (Malcolm McDowell) toma um rumo diferente quando o mesmo vai para a cadeia. Disparado o trabalho mais controverso do diretor, que lhe rendeu outra indicação ao prêmio da Academia e outra derrota.[carece de fontes?]
Nos anos seguintes, três filmes totalmente diferentes: um longuíssimo filme de época, um terror de gelar a espinha e a sua visão da Guerra do Vietnã. O primeiro é Barry Lyndon (1975). Linda obra saída de uma novela de William Makepeace Thackeray. Apesar de ser pouco conhecido, o filme é considerado por muito dos fãs de Kubrick, entre eles Martin Scorsese, como seu melhor trabalho. Pois nele é perfeitamente visível o seu perfeccionismo, característica marcante em sua carreira. Barry Lyndon, interpretado magistralmente por Ryan O'Neal, é uma espécie de "talentosa fraude" que inevitavelmente é expulso de onde quer que se meta. A fotografia do filme, dirigida por John Alcott — trabalhando sob a orientação técnica de Kubrick — é outro momento inesquecível. Kubrick usou lentes criadas pela NASA para poder filmar alguns interiores. Detalhe: iluminados apenas com velas. Mesmo com todo o cuidado da produção, Barry Lyndon fracassou nos Estados Unidos, mas fez relativo sucesso na Europa. Levou quatro estatuetas douradas, mas de novo o admirável trabalho de Stanley como diretor não foi reconhecido pela maioria votante. Ele voltaria a ter um novo sucesso mundial com o clássico O Iluminado (1980) (The Shining), adaptação da obra de Stephen King. A história de uma família que passa uma temporada em um hotel nas montanhas até hoje faz sucesso onde quer que seja exibida. Quase no final dos anos 1980, Kubrick ressurgiria dando ênfase a guerra. Dessa vez a do Vietnã. Saída do livro de Gustav Hasford, Full Metal Jacket (br: Nascido Para Matar), de 1987, quase que uma versão "kubrickiana" de Apocalypse Now. O filme é praticamente dividido em duas partes: a preparação para a guerra e o ambiente de combate. Kubrick disse que ficou frustrado com o fato de que antes da estreia do filme dois outros longas sobre o tema já tinham sido lançados com sucesso: The Killing Fields (br: Os Gritos do Silêncio), de 1984, e Platoon, de 1986. Ainda como destaque da produção está o imenso set erguido em Londres para a batalha final.[carece de fontes?]

### Final de carreira
Do seu último longa-metragem até Eyes Wide Shut (br: De Olhos Bem Fechados), de 1999, passou-se um longo período sem nada assinado por Stanley. Lançado em 1999, o filme protagonizado pelo (até então) casal número um dos Estados Unidos, causou uma grande comoção entre os amantes da sétima arte. Tom Cruise e Nicole Kidman interpretam um casal em crise e foi adaptada de romance escrito por Arthur Schnitzler, chamado Traumnovelle. Dois anos foi o período de filmagem, tempo que o perfeccionismo de Kubrick achou necessário para a conclusão do filme, mas não o necessário para agradar à crítica e público.

## Morte
Kubrick faleceu enquanto dormia, devido a um ataque cardíaco, em 7 de março de 1999, não testemunhando a fria recepção que seu último trabalho obteve. O último projeto cinematográfico em que esteve envolvido, mas que por questões de saúde não dirigiu, foi AI:Inteligência Artificial, de Steven Spielberg. Encontra-se sepultado em Childwickbury Manor, Hertfordshire na Inglaterra.
Kubrick foi eleito o sexto maior diretor de todos os tempos pelos cineastas pesquisados pelo British Film Institute e a revista Sight & Sound em 2002.

## Filmografia
| Ano  | Título original                                                      | Título no Brasil             | Título em Portugal       |
| ---- | -------------------------------------------------------------------- | ---------------------------- | ------------------------ |
| 1953 | Fear and Desire                                                      | "Medo e Desejo"              |                          |
| 1955 | Killer's Kiss                                                        | A Morte Passou por Perto     | O Beijo Assassino        |
| 1956 | The Killing                                                          | O Grande Golpe               | Um Roubo no Hipódromo    |
| 1957 | Paths of Glory                                                       | Glória Feita de Sangue       | Horizontes de Glória     |
| 1960 | Spartacus                                                            | Spartacus                    | Spartacus                |
| 1962 | Lolita                                                               | Lolita                       | Lolita                   |
| 1964 | Dr. Strangelove or: How I Learned to Stop Worrying and Love the Bomb | Dr. Fantástico               | Dr. Estranhoamor         |
| 1968 | 2001: A Space Odyssey                                                | 2001: Uma Odisséia no Espaço | 2001: Odisseia no Espaço |
| 1971 | A Clockwork Orange                                                   | Laranja Mecânica             | Laranja Mecânica         |
| 1975 | Barry Lyndon                                                         | Barry Lyndon                 | Barry Lyndon             |
| 1980 | The Shining                                                          | O Iluminado                  | The Shining              |
| 1987 | Full Metal Jacket                                                    | Nascido Para Matar           | Nascido Para Matar       |
| 1999 | Eyes Wide Shut                                                       | De Olhos Bem Fechados        | De Olhos Bem Fechados    |

 Documentários de curta-metragem:
| Ano  | Título original  | Título no Brasil | Título em Portugal |
| ---- | ---------------- | ---------------- | ------------------ |
| 1951 | Flying Padre     |                  |                    |
| 1951 | Day of the Fight |                  |                    |
| 1953 | The Seafarers    |                  |                    |

## Prêmios e indicações

### Oscar
- Melhores efeitos especiais
  - 1968 – 2001: A Space Odyssey [117]
- Melhor Direção de Arte
- Melhor Fotografia
- Melhor Trilha Sonora
- Melhor Figurino
  - 1975 - "Barry Lyndon" [118]

Indicações
- Melhor diretor
  - 1964 – Dr. Strangelove [119]
  - 1968 – 2001: A Space Odyssey [117]
  - 1971 – A Clockwork Orange [120]
  - 1975 – Barry Lyndon [118]
- Melhor filme
  - 1964 – Dr. Strangelove [119]
  - 1971 – A Clockwork Orange [120]
  - 1975 – Barry Lyndon [118]
- Melhor roteiro
  - 1964 – Dr. Strangelove [119]
  - 1968 – 2001: A Space Odyssey [117]
  - 1971 – A Clockwork Orange [120]
  - 1987 – Full Metal Jacket [121]

### Globo de Ouro
Indicações
- Melhor filme
  - 1971 – A Clockwork Orange
  - 1975 – Barry Lyndon

### Festival de Veneza
- Leão de Ouro pela contribuição ao cinema[112]

### Director's Guild of America
- Prêmio pelo conjunto da obra (1997) [122]

### Prêmio Luchino Visconti
- Prêmio pela contribuição ao cinema (1988) [123]